# Khoma
Khoma är ett metalband från Umeå. Kärntruppen består av Jan Jämte (sång), Johannes Persson (gitarr) och Fredrik Kihlberg (gitarr/sång/piano), men man kan säga att bandet har 15 medlemmar allt som allt. De andra medlemmarna är till största delen en blandning av medlemmar från tre andra band från Umeå – Cult of Luna, Deportees och The Perishers. 
Khomas tredje album, A Final Storm, nominerades till en Grammis 2011 i kategorin Årets hårdrock. De vann pris för Årets rock/metal vid P3 Guld.

## Album
Tsunami (2004)
1. "Stop Making Speeches*
2. "Like Coming Home"*
3. "Just Another Host"**
4. "One of Us Must Hang"*
5. "The Hour"
6. "Not in My Name"
7. "One Last Moment"
8. "Fifth Column (I've Seen Evil)"

     * finns även nyinspelad på The Second Wave
     ** finns även nyinspelad på All Erodes
The Second Wave (2006)
1. "The Guillotine"
2. "Stop Making Speeches"
3. "If All Else Falls"
4. "Medea"
5. "Hyenas"
6. "Through Walls"
7. "Like Coming Home"
8. "Asleep"
9. "Last Call"
10. "1909.08.04"
11. "One of Us Must Hang"

A Final Storm (2010)
1. "Army of One"
2. "From the Hands of Sinners"
3. "Harvest"
4. "Osiris"
5. "A Final Storm"
6. "Inquisition"
7. "The Tide"
8. "All Like Serpents"
9. "In It For Fighting"
10. "By the Gallows"
11. "Mist"

All Erodes (2012)
1. "In Ruins"
2. "Just Another Host"
3. "Dead Seas"
4. "Give It Meaning"
5. "Death Throes"
6. "Winter Came Upon Us"
7. "Armo"
8. "Eyes To The Sun"
9. "All Like Serpants (Remix)"